# Chaco argentino

Localização do Chaco argentino

O Chaco argentino é uma região geográfica da Argentina que forma também a região do chaco.
Seus limites são o Rio Pilcomayo ao norte, rios Paraguai e Paraná ao leste, Rio Salado ao sul e a região Noroeste argentino ao oeste.
Formado pelas províncias de formosa, Chaco, parte norte de Santa Fé, Santiago del Estero e leste de Salta. Em alguns setores do norte da província de Córdoba e província de San Luis ocorre um ecótono com os pampas
Geologicamente a região do Chaco constitui uma unidade do pampa, porém a região do chaco e dos pampas de distinguem por razões climáticas.